# Schiffmühle (Eisenheim)
Schiffmühle (auch Luntzenmühle, Kunstmühle Luntz genannt) ist ein Gemeindeteil der Gemeinde Eisenheim im unterfränkischen Landkreis Würzburg in Bayern. Auf dem Gemeindegebiet von Eisenheim befindet sich eine weitere gleichnamige Mühle, die allerdings kein Gemeindeteil ist.

## Geografische Lage
Die Einöde liegt in der Gemarkung Untereisenheim. im Süden des Eisenheimer Gemeindegebietes an einem Nebenarm des Maines. Nördlich, durch die Kreisstraße WÜ 4 mit der Mühle verbunden, liegt Untereisenheim. Durch den Main getrennt ist im Osten der Volkacher Gemeindeteil Fahr im Landkreis Kitzingen. Südlich beginnt die Volkacher Mainschleife mit dem Naturschutzgebiet Mainhang an der Vogelsburg. Im Südwesten liegt Kaltenhausen, im Westen in einiger Entfernung der Prosselsheimer Gemeindeteil Püssensheim.

## Geschichte
Die Geschichte der Mühle ist eng mit der Beginenklause auf dem Volkacher Kirchberg verbunden. Sie bestand wohl bereits seit dem 14. Jahrhundert und war der Gemeinschaft zugeordnet, die sich nahe der Stadt Volkach niedergelassen hatte. Nach der Auflösung der Gemeinschaft im Jahr 1422 kam die Schiffmühle in die Hände von privaten Betreibern, vielleicht wurde sie der Dorfherrschaft über Untereisenheim, dem Hochstift Würzburg, unterstellt.
Um 1850 erwarb Johannes Luntz die Mühle. Damals war der Main noch nicht begradigt und die Mühle mit ihrem unterschlächtigen Rad lag genau gegenüber von Fahr am Main. Konrad Luntz, Sohn des Johannes, verstarb 1884 als Eigentümer der Mühle an einer Blutvergiftung. Er hatte begonnen, die Anlage zu erneuern und wollte die Schiffmühle in eine Kunstmühle umwandeln. Immerhin war es ihm gelungen, einen Dieselmotor anzubringen. 
Sein Sohn Ernst Luntz verstarb im Jahr 1919, nachdem eine Explosion des Motors ihm beide Beine weggerissen hatte. Die Mühle wurde zunächst für zehn Jahre verpachtet. Anschließend betrieb Ferdinand Luntz ab 1930 die Schiffmühle. Allerdings war nach dem Zweiten Weltkrieg die Konkurrenz der Industriemühlen zu groß geworden, sodass sich Ferdinand Luntz im Jahr 1973 vom Staat ablösen ließ und die Mühle stilllegte. Die Familie Luntz ist weiterhin im Besitz der Mühlengebäude.